# Notodonta mushensis
Notodonta mushensis är en fjärilsart som beskrevs av Matsumura 1929. Notodonta mushensis ingår i släktet Notodonta och familjen tandspinnare. Inga underarter finns listade i Catalogue of Life.